# Margaret Mahy

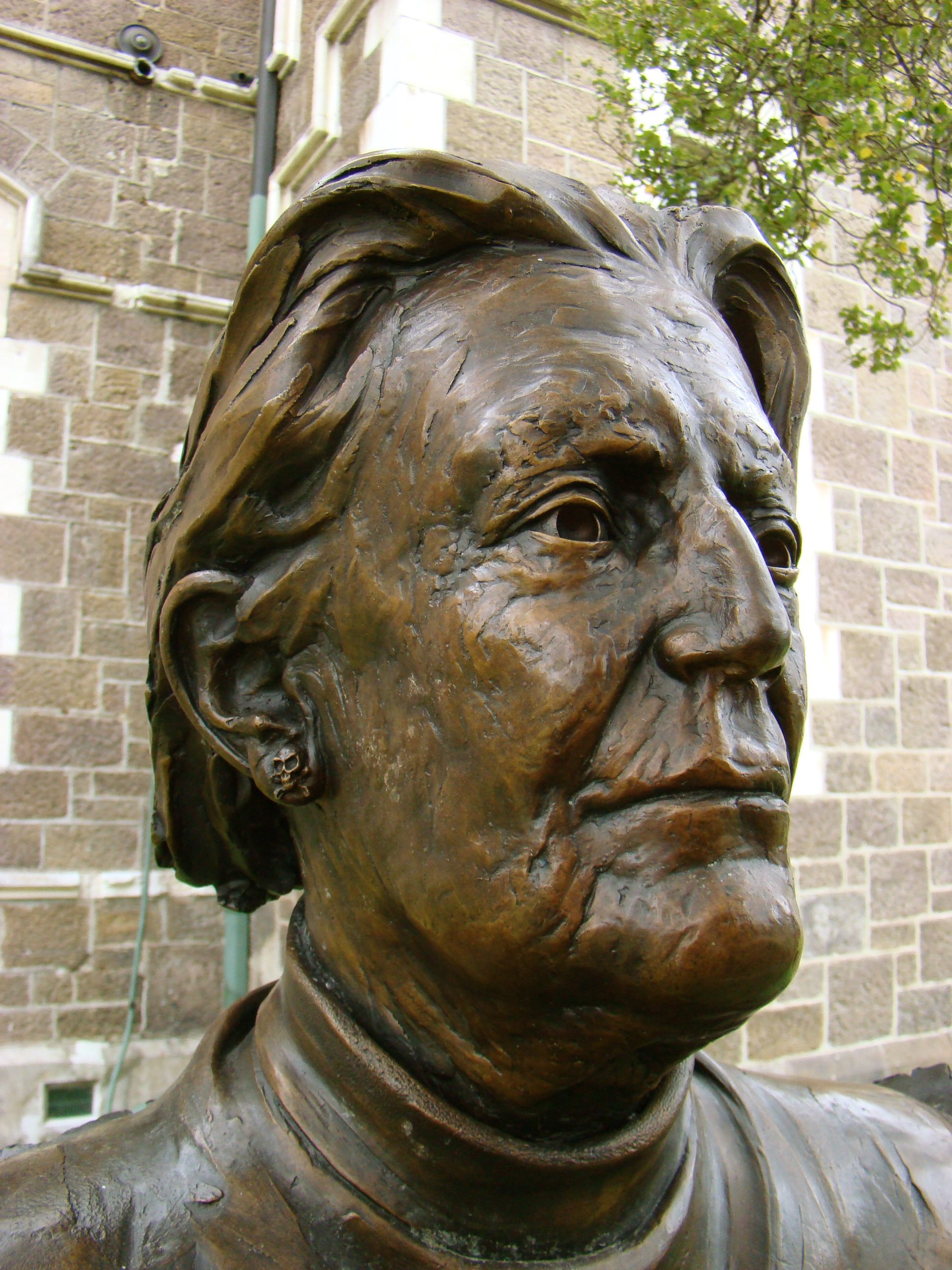
Bronzebüste von Margaret Mahy in Christchurch

Margaret Mahy ONZ (* 21. März 1936 in Whakatāne; † 23. Juli 2012 in Christchurch) war eine neuseeländische Schriftstellerin.

## Leben
Mahy arbeitete von 1967 bis 1981 als Bibliothekarin in einer Kinderbücherei. Ihr erstes Buch, A Lion in the Meadow, erschien 1969.
Zu ihren Lesungen kam die Exzentrikerin gerne verkleidet und mit Perücken. Laut eigener Aussage durften einige Bücher in den Vereinigten Staaten nicht verkauft werden, da sie von Hexen handeln.
Ihre etwa 200 Bücher sind in zehn Sprachen übersetzt worden.

## Werke (Auswahl)
- Ein Nilpferd kommt selten allein
- Ein Löwe auf der Wiese
- Barneys Besucher
- Tollkühne Piratentaten

## Auszeichnungen
- Hans Christian Andersen Preis 2006
- Esther Glen Award 1970, 1973, 1982, 1985, 1993, 2001
- Aim Children’s Book Award
- The Boston Globe – Horn Book Award
- IBBY Honour List 1986
- Carnegie Medal
  - 1985 für The Changeover, (dt. „Töchter des Mondes“, 1987)
  - 1983 für The Haunting, (dt. „Barneys Besucher“, 1986)
- Phoenix Award
  - 2005 für The Catalogue of the Universe (dt. „Das gesammelte Universum“, 1987)
- 2005 Prime Minister’s Awards for Literary Achievement
  - 2007 für Memory
- Zilveren Griffel 1978 für Ze lopen gewoon met me mee ...